# Kutery
Kutery – osada wsi Lubienia w Polsce, położona w województwie świętokrzyskim, w powiecie starachowickim, w gminie  Brody.
W latach 1975–1998 osada administracyjnie należała do województwa kieleckiego.
Wierni Kościoła rzymskokatolickiego należą do parafii Podwyższenia Krzyża Świętego w Lubieni.

## Historia
Słownik geograficzny Królestwa Polskiego i innych krajów słowiańskich wymienia Kutery jako osadę górniczą w powiecie Iłżeckim, gminie Błaziny, parafii Kunów. W drugiej połowie XIX w. osada posiadała 39 mórg ziemi i liczyła 18 mieszkańców.